# George Pierce Baker
George Pierce Baker (Providence, 4 aprile 1866 – New York, 6 gennaio 1935) è stato un critico letterario, docente e educatore statunitense.

## Biografia
George Pierce Baker fu insegnante di alcuni tra i più famosi drammaturghi americani, tra i quali si possono menzionare Eugene O'Neill, Philip Barry, Sidney Howard e Samuel Nathaniel Behrman, oltre a registi, attori, critici e scenografi, svolgendo un ruolo importante nello sviluppo del teatro americano.
Ponendo l'accento sugli elementi come l'individualità creativa e la costruzione pratica, Baker promosse un realismo fantasioso,creando un laboratorio di produzioni teatrali sperimentali.
Il critico John Mason Brown e i romanzieri John Dos Passos e Thomas Wolfe furono suoi allievi, e lo stesso Baker è presente nel ruolo del professor Hatcher nel romanzo autobiografico di Wolfe, intitolato Of Time and the River.
Baker studiò e si laureò alla Università di Harvard nel 1887, dove intraprese la carriera di docente, avendo tra i suoi allievi lo scenografo Donald Oenslager.
Nel 1905 iniziò il suo corso per drammaturghi, denominato Workshop 47 (dal nome del suo numero di corso), introducendo per primo nelle università statunitensi l'insegnamento della storia e delle tecniche teatrali, superando anche le iniziali perplessità dell'ambiente accademico, dovute a qualche scrupolo di natura puritana.
Si impegnò a tutto tondo, dedicandosi a scrivere testi, ma occupandosi anche di scenografie, luci, costumi e critiche drammatiche.
Si distinse anche per i tour annuali costituiti dalle sue conferenze, effettuati in tutto il mondo, che aiutarono alla conoscenza reciproca dell'arte teatrale tra i vari paesi.
Le sue produzioni universitarie sono state pionieristiche e all'avanguardia nelle tecniche teatrali negli Stati Uniti, e contribuì alla diffusione e al successo di una produzione drammatica autonoma negli Stati Uniti.
Dopo aver insegnato ad Harvard, dal 1925 si trasferì alla Università Yale, dove insegnò storia e tecnica del teatro fino alla sua pensione, nel 1933, istituendo una scuola di recitazione e dirigendo il teatro universitario. Molte tecniche innovative di produzione teatrale, cinematografica e televisiva, sono state ispirate  dal suo lavoro alla Yale.
Tra i suoi scritti, si ricordano e si possono menzionare The Development of Shakespeare come Drammatist (1907) e Dramatic Technique (1919).

## Opere
- The Principles of Argumentation (1905);
- The Development of Shakespeare come Drammatist (1907);
- Dramatic Technique (1919).